# Mathew Hayman
Mathew Hayman (Sídney, 20 de abril de 1978) es un ciclista australiano. Profesional desde el año 2000 cuando debutó en el Rabobank y retirado en enero de 2019 siendo miembro del equipo Mitchelton-Scott.

## Biografía
Formado en el equipo amateur del Rabobank, Hayman se convirtió en profesional en el equipo profesional en el año 2000. Destacó en febrero de 2001 en la Challenge Vuelta a Mallorca, donde en una etapa después de una escapada en solitario durante 177 kilómetros y contando con 21 minutos de margen, llegó con más de 4 minutos sobre el pelotón a la línea de meta. A pesar de este episodio, la función de Hayman fue la de lanzador de los esprínteres para Óscar Freire y Graeme Brown, lo que le permitió participar en el Giro de Italia 2002 y después en la Vuelta a España 2003. También se confirmó como buen especialista en las clásicas de adoquines, y concluyó de este modo en 2003 10.º de la Gante-Wevelgem y 26.º de la París-Roubaix. El mismo año, acabó en cuarto lugar en los Campeonatos de Australia. En 2004, también acabó cuarto del Tour de Rijke.
La temporada 2005 de Hayman tuvo más éxito. En la primavera, terminó octavo en A través de Flandes, y en los Tres días de La Panne. Por encima de todo, ganó su segunda victoria profesional, el Sachsen-Tour con un margen de tres segundos sin haber estado en el podio en ninguna etapa. En 2006, ganó en solitarios los Juegos de la Commonwealth, y luego ocupó el tercer lugar en la Vuelta a la Baja Sajonia antes de asistir al Giro de Italia 2006. En junio, terminó segundo en el Tour de la Frise, batido al esprint por su compañero de escapada, Aart Vierhouten. Al final de la temporada, quedó 14.º de la París-Tours.
En 2007 se confirmó un poco más como un velocista de alto nivel. Asumió el papel de esprínter en la París-Niza, donde terminó en el podio de una etapa, después corrió A través de Flandes, donde quedó en cuarto lugar. También terminó quinto en el Tour de Rijke. En el Tour Down Under de 2008, asumió la misma responsabilidad, y obtuvo un nuevo lugar en el podio en una etapa. Sin embargo, durante la 4.ª etapa, fue empujado en pleno esprint por Elia Rigotto, y se rompió la clavícula.
En 2009 acabó octavo en A través de Flandes, y luego participó en la escapada ganadora de la Gante-Wevelgem donde no pudo seguir a Edvald Boasson Hagen, terminando en cuarto lugar, su mejor actuación en una clásica. Unos días más tarde, terminó 21.º de la París-Roubaix. 
En 2016 formó parte de la fuga de París-Roubaix. Posteriormente, consiguió mantenerse en el grupo de cabeza de carrera, superando finalmente al esprint a Tom Boonen, Ian Stannard, Sep Vanmarcke y Edvald Boasson Hagen. Con ello, Hayman consiguió a los 38 años la victoria más importante de su carrera, conquistando uno de los cinco monumentos del ciclismo.
El 18 de septiembre de 2018 anunció su retirada del ciclismo, una vez finalizado el Tour Down Under 2019, tras diecinueve temporadas como profesional y con 40 años de edad.

## Palmarés
1997 (como amateur)
- Gran Premio Van de Stad Geel

2001
- Trofeo Manacor

2005
- Sachsen-Tour

2006
- Medalla de Oro en los Juegos de la Commonwealth

2011
- París-Bourges

2016
- París-Roubaix

## Resultados en Grandes Vueltas y Campeonatos del Mundo
| Carrera         | Carrera         | 2000 | 2001 | 2002  | 2003  | 2004 | 2005  | 2006  | 2007 | 2008  | 2009 | 2010  | 2011  | 2012 | 2013 | 2014 | 2015  | 2016  | 2017  | 2018  |
| --------------- | --------------- | ---- | ---- | ----- | ----- | ---- | ----- | ----- | ---- | ----- | ---- | ----- | ----- | ---- | ---- | ---- | ----- | ----- | ----- | ----- |
|                 | Giro de Italia  | —    | —    | 91.º  | —     | —    | —     | 136.º | —    | F. c. | —    | 105.º | —     | —    | —    | —    | —     | —     | —     | —     |
|                 | Tour de Francia | —    | —    | —     | —     | —    | —     | —     | —    | —     | —    | —     | —     | —    | —    | Ab.  | —     | 135.º | 151.º | 108.º |
|                 | Vuelta a España | —    | —    | —     | 137.º | —    | Ab.   | —     | —    | —     | —    | —     | —     | —    | —    | —    | 130.º | —     | —     | —     |
| Mundial en Ruta | Mundial en Ruta | —    | Ab.  | 100.º | 33.º  | Ab.  | 101.º | 100.º | Ab.  | —     | Ab.  | 94.º  | 100.º | —    | Ab.  | Ab.  | 77.º  | 21.º  | Ab.   | —     |

—: no participa

Ab.: abandono

F. c.:Fuera de control

## Equipos
- Rabobank (2000-2009)
- Sky (2010-2013)
  - Sky Professional Cycling Team (2010)
  - Sky Procycling (2011-2013)
- Orica/Mitchelton (2014-2019)[5]
  - Orica-GreenEDGE (2014-2016)
  - Orica-BikeExchange (2016)
  - Orica-Scott (2017)
  - Mitchelton-Scott (2018-2019)